# 台湾バナナ

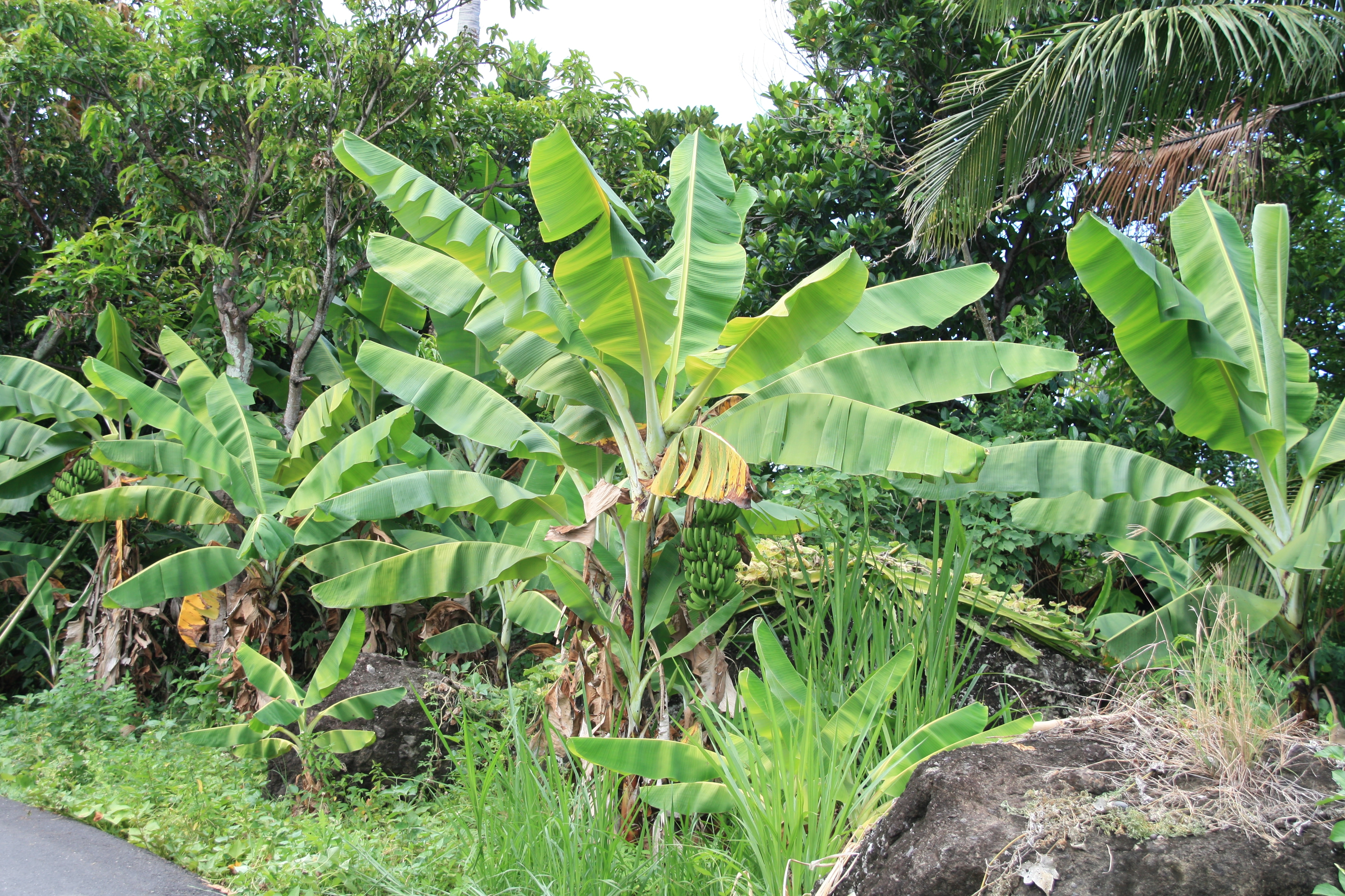
台湾のバナナの木

台湾バナナは、台湾で栽培されているバナナであり、台湾は熱帯植物であるバナナの商業生産地としては北限に位置する。

## 特徴
台湾はバナナ生育の条件である気候的には寒く、フィリピンでは8か月で収穫できるのに台湾では収穫まで12か月から13か月かかるものもあり、促成栽培でなくじっくり成長するため味、香りが濃くなる。台湾は九州ほどの大きさの島だが、標高4,000メートル近い山（玉山、雪山）があったり、熱帯地域があったり、北と南では気温も違い、均一な気候風土ではない。また、台湾は「台風銀座」とも呼ばれ、毎年多くの台風が通過し、バナナ畑にも被害をおよぼす。
台湾が日本の統治下にあった時代に、日本人が現地の農民に日本の果物の端境期である春先から初夏の時期にあわせて出荷できるように、バナナ栽培を指導していた。
同じ台湾バナナでも、時期によって色、形態が微妙に変化する。1月中旬から3月中旬は「冬蕉」（冬バナナ）と呼び、3月中旬から4月中旬は「花竜仔蕉」、4月中旬から5月中旬は「黒皮春蕉」等々。名前のように緑が濃く「黒い皮」のようなバナナや、「白い皮」のバナナ、頭が丸く大きいバナナ、さきが尖ったバナナといった違いがある。

## 歴史
明清時代に中国の福建・広東から台湾北部に移植され、その後中部の平原地帯に移り、日本統治時代に中部の山間地帯や南部の平地などへと拡大していった。それに伴い20世紀初頭より海外輸出が始まり、第二次世界大戦まで盛んに行われたが、戦争勃発により食料作物栽培に転換し、1940年代初めには日本の米穀増産計画の実施によりさらに衰退に向かった。1910年には679ヘクタール (ha) だった栽培面積は、ピーク時の1936年には21,850 ha と32.2倍に拡大したが、戦争により減少し、1945年には5,687 haと最盛期の4分の一程度まで減少した。生産量は1937年がピークで1910年の35.8倍に増大していた。戦後、台湾政府と青果生産団体は積極的にバナナ農家へ増産指導した。
1949年5月24日に台湾から日本への輸出が再開されてからは生産量が激増、1960年代半ばにピークに達したが、1972年の日台の国交断絶以降輸出量は減少した。

## 日本における台湾バナナ
1902年に台湾―日本間の航行船・西京丸と台中丸の船員が数キロのバナナを神戸港の浜藤商店にたびたび持ち込み、同店が販売したのが台湾バナナが日本の店頭に登場した最初である。1903年（明治36年）、日本郵船会社の都島金次郎と基隆商人の頼成発によって日本に初めて台湾バナナが輸入された。当時の日本は冬季のミカンから夏季のスイカまでの間の果物需要を満たす果実が少なく、台湾バナナは日本人好みに品種改良が行われ、次第に日本の食卓へと浸透していった。台湾総督府もこの新たな特産物を奨励し、1924年（大正13年）には半官半民の「台湾青果株式会社」を設立。流通を担い、1937年（昭和12年）に台湾バナナの出荷がピークを迎えたが、第二次世界大戦の勃発により、戦時中、台湾バナナの出荷量は激減した。
戦後、まずはGHQ向けに出荷が再開され、その後は民間向けにも再び日本への出荷が始まったが、当時の日本政府は外貨不足から輸入割当制度を行っており、その総量はなかなか回復しなかった。一方では、依然として高い消費需要があったため台湾バナナは値上がりし、特に上質の台湾バナナは料亭やホテルに買い占められていたため、1955年（昭和30年）ごろまで台湾バナナは「高級品」の位置づけにあり、庶民が上質の台湾バナナを購入できるのは見舞いなどの際にほぼ限られていた。現代でも台湾バナナを販売する店が少なく、フィリピン産のバナナと比べて3倍程度の価格で販売されているため、高級品であることは変わっていない。

### エクアドル、フィリピン産の参入
台湾バナナはたびたび台風の直撃を受けたことにより出荷量が減少する中、1962年（昭和37年）8月、門司港に入港したバナナ運搬船の船員からコレラ保菌者が出て台湾バナナの輸入が一時禁止になった。同時期にエクアドルが日本市場に売り込みを開始し、一時は市場の8割を占めるまでにエクアドル産バナナが台湾バナナのシェアを奪った。だが、エクアドル産バナナは長距離輸送と管理において台湾バナナに品質の面で大きく水をあけられており、台湾バナナは1967年（昭和42年）頃に再びシェア8割を確保するようになった。
一方、1974年（昭和49年）になるとフィリピン産バナナが台湾バナナの前に立ちはだかった。1967年（昭和42年）頃のフィリピン産のシェアは2%代だったが、日本の商社が大規模生産を開始し、1973年（昭和48年）には約5割、1974年（昭和49年）以降には7割のシェアを奪うまでになる。品質は台湾バナナに及ばないものの、輸送距離の短さによる品質劣化が少なかったことが、フィリピン産バナナの躍進に繋がった。
しかし、バナナの消費大国だった日本ではこの時期、急激にバナナの消費自体が減少していく。これには経済成長と輸送技術の進歩、収穫期をずらして果実を収穫できるハウス栽培の一般化によって、バナナ以外にも果実の選択肢が広がったことが原因としてあげられている。

### 現在の状況
2007年（平成19年）の台湾バナナの市場シェアは約2パーセント (%) となっている。2008年11月時点では0.9 %まで減少した。